# Pavlínov
Pavlínov är en ort i Tjeckien.   Den ligger i regionen Vysočina, i den centrala delen av landet, 130 km sydost om huvudstaden Prag. Pavlínov ligger 548 meter över havet och antalet invånare är 249.
Terrängen runt Pavlínov är platt, och sluttar österut. Runt Pavlínov är det tätbefolkat, med 276 invånare per kvadratkilometer. Närmaste större samhälle är Třebíč, 14,8 km söder om Pavlínov. Omgivningarna runt Pavlínov är en mosaik av jordbruksmark och naturlig växtlighet.